# La Petite Olympe et les Dieux
La Petite Olympe et les Dieux (おちゃめ神物語コロコロポロン, Ochamegami monogatari korokoro pollon) est un manga et un animé japonais créé par Hideo Azuma composé de 46 épisodes de 22 minutes et diffusé du 8 mai 1982 au 26 mars 1983 sur Fuji Television.
En France, la série a été diffusée à partir du 11 septembre 1989 sur La Cinq dans Youpi ! L'école est finie.
La série est mise en ligne sur la chaîne YouTube TeamKids depuis le 10 novembre 2021.

## Synopsis
La série suit les aventures d'Olympe, fille d'Apollon et petite-fille de Zeus, dans ses aventures en compagnie d'Eros, le dieu de l'amour. Les deux comparses revisitent les mythes grecs en y ajoutant quelques anachronismes.

## Liste des épisodes
1. Je voudrais être une déesse
2. Les ailes d'Icare
3. Olympe cherche une maman
4. La métamorphose de Narcisse
5. Olympe, déesse de l'amour
6. L'histoire vache de la belle Yo
7. La corne de la licorne
8. La belle amie de Pygmalion
9. Les sept épreuves
10. La flûte de Pan
11. La mystérieuse petite Olympe
12. La belle Méduse
13. La pomme d'or
14. Le point faible d'Achille
15. La harpe d'or
16. Sélène, la déesse de la lune
17. Cassandre, la prophétesse
18. Le bébé de Mira
19. Poséidon apprend à nager
20. Eros tombe amoureux
21. Le minotaure
22. La constellation du cygne
23. À la recherche du miracle bon-bon
24. À la recherche de la queue du cochon d'or
25. Le cœur de Tantale
26. Pégase le magnifique
27. La pluie
28. L'affamé
29. Le rêve d'Alcyone
30. Les oreilles de Midas
31. L'invincible Atalante
32. Une épouse pour Dupont
33. Hélios, le dieu du soleil
34. La boisson magique de Dionysos
35. Les larmes de Chimère
36. Les frères jumeaux Aloades
37. La vengeance d'Athéna
38. Didon et la peau de bœuf
39. L'histoire d'amour de Piram et de Tisbe
40. Héraclès et Hippolyte
41. La vengeance d'Oreste
42. Glaucos et Scylla
43. Le retour d'Ouranos
44. Prométhée et Epiméthée
45. L'hydre monstre à neuf têtes
46. Le vase de Pandore

## Doublage

### Voix originales
- Masako Miura : Olympe
- Keiko Yamamoto : Eros
- Shigeru Chiba : Apollon
- Masashi Amenomori : Zeus
- Banjō Ginga : Poseïdon
- Eiko Yamada : Héra
- Ken'ichi Ogata : Héphaïstos
- Rumiko Ukai : Artémis
- Yōko Kawanami : Aphrodite

### Voix françaises
- Stéphanie Murat : Olympe
- Olivier Destrez : Apollon
- Jean-François Kopf: Eros
- Claude Chantal : Héra, Athéna, Azumamuchi, Déesse des déesses
- Caroline Beaune : Artémis, Aphrodite, Déesse de l'aurore
- Bernard Tiphaine : Poseïdon, Hadès, Dionysos
- Jean-Claude Robbe : Zeus, Héphaïstos
- Emmanuel Curtil : Triton, divers personnages